# Menecle (retore)
Menecle (Alabanda, ... – ...; fl. II-I secolo a.C.) è stato un retore greco antico.

## Biografia
Fratello di Ierocle, nacque ad Alabanda in Caria e fu di poco antecedente a Cicerone. Insieme al fratello e ad altri è considerato da Cicerone tra i maggiori esponenti dell'asianesimo. Attorno al 94 a.C. Marco Antonio li sentì parlare a Rodi e, come ci racconta Cicerone, la loro bravura era tale che erano imitati in tutta l'Asia. Fu maestro di Apollonio Molone, a sua volta maestro di retorica di Cicerone stesso.